# Twilight (2008)
Twilight is een Amerikaanse romantische fantasyfilm uit 2008 onder regie van Catherine Hardwicke. Het verhaal is gebaseerd op het eerste deel van de gelijknamige boekenreeks van Stephenie Meyer. Het eerste vervolg The Twilight Saga: New Moon verscheen in 2009.
De film won meer dan twintig prijzen, waaronder de People's Choice Award voor favoriete film van het jaar en de publieksprijs tijdens de World Soundtrack Awards 2010, voor de filmmuziek van Carter Burwell.

## Verhaal
De zeventienjarige Isabella 'Bella' Swan (Kristen Stewart) is een kind van gescheiden ouders. Ze woont in Phoenix bij haar moeder Renée (Sarah Clarke) en stiefvader Phil Dwyer (Matt Bushell), Phil reist nogal veel omdat hij op een hoog niveau honkbal speelt. Haar moeder Renée blijft altijd thuis voor Bella, maar Bella weet dat het haar ongelukkig maakt en verhuist daarom naar Forks, een plaatsje met 3120 inwoners in de staat Washington. Ze gaat er bij haar vader Charlie Swan (Billy Burke) wonen, de lokale commissaris van politie. Daardoor ziet ze voor het eerst in jaren Billy Black (Gil Birmingham) terug en ook zijn zoon Jacob (Taylor Lautner), met wie ze als klein meisje in de zandbak speelde. Zij wonen in het plaatselijke Indianenreservaat en zijn bevriend met Charlie. Charlie heeft een auto van Billy gekocht als cadeau voor Bella, zodat ze zelf naar haar nieuwe school kan rijden.
Wanneer ze op haar nieuwe school aan komt rijden, merkt ze dat haar grote, ouderwetse wagen aardig afsteekt tegen de moderne gestroomlijnde voertuigen die verder op de parkeerplaats staan. Door haar schoonheid vindt ze niettemin al snel aansluiting. Haar leeftijdsgenoten Eric Yorkie (Justin Chon) en Mike Newton (Michael Welch) strijden vrijwel direct om haar aandacht en zodoende maakt ze ook kennis met Angela (Christian Serratos) en Jessica Stanley (Anna Kendrick), die op hun beurt aandacht van de jongens proberen te krijgen. Terwijl ze in de aula zitten te lunchen, komt er een groep zich afwijkend gedragende jongeren samen binnen. Jessica legt Bella uit dat het allemaal leden van de familie Cullen zijn, die feitelijk geen bloedverwanten, maar allemaal door dokter Carlisle Cullen (Peter Facinelli) geadopteerde kinderen zijn. Daarom is het biologisch gezien geen probleem dat zowel Rosalie (Nikki Reed) en Emmett (Kellan Lutz) als Alice (Ashley Greene) en Jasper (Jackson Rathbone) samen koppels vormen. Hun vijfde 'broer' Edward (Robert Pattinson) is de enige vrijgezel van de groep. De Cullens socialiseren uitsluitend met elkaar en mijden de rest van de school als een besmettelijke ziekte. Bella krijgt door dat Edward continu naar haar staart en wordt er ongemakkelijk van maar staart toch terug. Ze heeft het gevoel dat er iets vreemds met hun aan de hand is.
Edward begint Bella te ontlopen, maar wanneer ze samen een practicum moeten doen tijdens de tweede biologieles die ze samen volgen verontschuldigt hij zich voor zijn gedrag tijdens de eerste lunchpauze en de eerste biologieles en stelt zich aan haar voor. Het klikt zodanig goed dat ze na de les doorkletsen. Daarbij merkt Bella voor het eerst iets opvallends op aan Edward. Zijn ogen lijken een andere kleur te hebben dan een paar dagen eerder. De volgende dag staat ze op de parkeerplaats naast haar auto wanneer een medeleerling de controle over zijn busje verliest en hard op Bella afrijdt. Voor deze haar raakt, staat vanuit het niets Edward ineens naast haar. Hij zorgt er met één hand voor dat het busje tot stilstand komt en doet dit met zo'n kracht dat er een deuk ontstaat waar zijn hand tegen het voertuig duwt. Bella en Edward kijken alleen maar naar elkaar; voordat de school komt kijken of dat Bella oké is, is Edward alweer weg. Bella vraagt zich af hoe Edward de bus heeft gestopt. Ze ziet later in het ziekenhuis, waar Bella naartoe was gebracht, nog wel hoe hij voor zijn daad op zijn kop krijgt van Carlisle en Rosalie. Wanneer Bella Edward later aanspreekt over zijn opmerkelijk daad, probeert hij haar in eerste instantie wijs te maken dat ze er meer in ziet dan het was, maar besluit met de opmerking dat er toch niemand is die haar zal geloven. Bella was niettemin niet van plan er met iemand over te praten. Edward intrigeert haar namelijk hoe langer hoe meer. Ze begint over hem te dromen, denkt ze.
Bella blijft Edward opzoeken. Edward zegt dat ze dat beter niet zou moeten doen, maar wil dat tegelijkertijd wel graag. Ze vraagt of hij met haar en haar nieuwe vrienden mee wil naar het strandje van La Push, maar dat weigert hij. Op het strand komt ze Jacob weer tegen. Hij legt uit dat alle Cullens het strandje mijden omdat het in het Indianenreservaat ligt. Volgens een oude legende zou Jacobs Quileute-stam afstammen van de wolven en zijn de Cullens nakomelingen van een andere stam. In vervlogen tijden zou er een afspraak tussen de groepen zijn gemaakt. De Cullens zegden daarbij toe van Quilote-gebied weg te blijven en de Quilotes zouden dan de 'ware aard' van de Cullens niet onthullen. Meer wil Jacob niet vertellen, maar Bella zoekt zelf door in boeken en op het internet. Wanneer ze vervolgens alleen over straat terugloopt vanuit een boekwinkel, begint een groep jongens haar lastig te vallen. Weer duikt Edward vanuit het niets op. Hij laat haar in zijn auto stappen en verjaagt de jongens door ze in de ogen te staren. Wanneer hij met Bella wegrijdt, dringt hij erop aan dat ze hem probeert af te leiden met luchtige onderwerpen. Hij staat stijf van de adrenaline. Hij neemt haar mee naar een restaurant om samen te eten, maar neemt zelf niets. Alle aanwijzingen hebben haar ervan overtuigd dat Edward een vampier is. Bella confronteert hem hiermee in het bos en Edward geeft het toe. Hij vindt dat hij eigenlijk van begin af aan bij haar weg had moeten blijven, maar voelt een enorme behoefte om haar te beschermen en komt daardoor toch steeds weer bij haar uit. Een van Edwards bovennatuurlijke gaven is gedachten lezen, maar bij Bella lukt hem dat niet en dat fascineert hem. Nu ze zijn geheim kent, hoeft hij zijn gevoelens voor haar niet meer te verstoppen. De liefde is wederzijds. De volgende dag tonen ze zich op school openlijk als een stel.
In de daaropvolgende tijd leert Bella Edward én zijn gaven beter kennen. Hij is weliswaar zeventien, maar is dat al sinds 1918. Hij is bovenmenselijk snel en sterk en kan gedachten lezen. Dat laatste is een gave die hij als enige van zijn 'familie' heeft. De familie bestaat stuk voor stuk uit vampiers en staat onder leiding van Carlisle, de eerste van hen die ooit tot vampier werd gemaakt. Andere Cullens hebben andere gaven die hun uniek maakt. Zo kan Alice in de toekomst kijken, hoewel wat ze ziet nog wel veranderd kan worden. Alle Cullens leven volgens de onderlinge afspraak om als 'vegetariër' te bestaan. Dat wil in hun geval zeggen dat ze geen menselijke slachtoffers maken, alleen dierlijke. De behoefte om mensen te eten is er wel en is bijna onweerstaanbaar zodra er bloed te ruiken valt, maar moet te allen tijde weerstaan worden. Edward heeft geen grotere hoektanden dan normale mensen. Hij blijft uit de zon omdat hij daarin te zien is zoals hij werkelijk is. Alles aan hem is als gemaakt om aan te trekken en te doden. Edward neemt Bella ook voor het eerst mee naar het huis waar hij en zijn familie woont. Het ligt midden in de bossen, is groot, luxueus en allesbehalve een zompige ruïne zoals in reguliere vampierverhalen. Hij heeft geen bed omdat hij nooit slaapt. Bella maakt bij Edward thuis kennis met zijn 'moeder', Carlisles vrouw Esme (Elizabeth Reaser). Rosalie ziet de komst van het menselijke meisje niet zo zitten vanwege het risico dat ze met zich meebrengt, maar de rest van de familie verwelkomt Bella hartelijk. De reden dat Jasper altijd met een voor hem kenmerkende stuurse blik rondloopt, blijkt dat hij de nieuwste 'vegetariër' is en daarom nog de minste ervaring heeft met het onderdrukken van zijn natuurlijke behoefte om mensen aan te vallen.
Edward staat erop zich ook officieel aan Charlie voor te stellen en doet dit voordat hij Bella meeneemt naar het honkbaluitje van zijn familie. Het wordt haar daar duidelijk waarom de familie alleen gaat sporten als het onweert. De familieleden geven de bal stuk voor stuk zo'n klap dat elk contact met de knuppel als een donderslag rondgalmt. Bella kijkt haar ogen uit als de familieleden hun kracht en snelheid toepassen tijdens het spel. Zijzelf is scheidsrechter. Hun honkbalspel trekt niettemin ook de drie nomadische vampiers James (Cam Gigandet), Victoria (Rachelle Lefevre) en Laurent (Edi Gathegi) aan. Zij zijn allesbehalve vegetariërs en verantwoordelijk voor de recente dood van onder meer Charlies vriend Waylon Forge (Ned Bellamy). De Cullens proberen te verhinderen dat die Bella opmerken als menselijk, maar James ruikt het de eerste de beste keer dat er een windvlaag vanuit haar richting zijn kant opkomt. Omdat de Cullens direct pal voor haar gaan staan, zegt Laurent toe dat ze Bella met rust laten en door zullen reizen. Edward heeft niettemin James gedachten gelezen. Die is niet van plan te rusten voordat hij Bella te pakken heeft en ziet de weerstand van de Cullens enkel als een grote uitdaging. Het is aan Edward en zijn familie om het meisje van zijn dromen te redden, maar Laurent waarschuwt ze dat hij in zijn 300 jaar nog nooit een begaafdere jager dan James is tegengekomen. Bovendien staat Victoria hem bij en houdt alleen Laurent zich aan zijn woord. James is alleen te stoppen door hem op een brandstapel te gooien voordat hij Bella te pakken heeft. Bovendien staat hij zichzelf in zijn jacht alle mogelijke tactieken toe, inclusief het betrekken van Bella’s familie en vrienden in zijn tactieken.

## Productie
De onafhankelijke filmstudio Summit Entertainment begon onmiddellijk na oprichting in april 2007 aan een filmbewerking van het gelijknamige roman van Meyer. In oktober dat jaar werden Hardwicke en Rosenberg aangekondigd als de regisseur en scriptschrijver. Al twee weken later werd Kristen Stewart gekozen in de vrouwelijke hoofdrol. De mannelijke hoofdrolspeler, Robert Pattinson, werd pas in december 2007 bevestigd.
Toen alles gereedstond, begon in februari 2008 het filmen, dat eindigde in mei 2008. De film moest in de Verenigde Staten verschijnen op 12 december 2008, maar de datum werd vervroegd tot 21 november, toen bleek dat Harry Potter and the Half-Blood Prince (2009) niet op die datum uitgebracht kon worden en er een vervanger nodig was. In Nederland werd vervolgens besloten de film op 4 december 2008 uit te brengen. In België werd de film reeds een week eerder, op 26 november 2008, uitgebracht.

## Rolverdeling
- Isabella "Bella" Swan (gespeeld door Kristen Stewart) is een 17-jarige meisje dat van Arizona naar Forks verhuist waar haar vader Charlie woont. Op haar nieuwe middelbare school wordt ze verliefd op de mysterieuze Edward Cullen.
- Edward Cullen (gespeeld door Robert Pattinson) is sinds 1918 geen dag ouder dan 17 geworden. Deze vampier wordt verliefd op Bella. Hij kan sneller rennen dan de rest van zijn familie en kan gedachten lezen.
- Carlisle Cullen (gespeeld door Peter Facinelli) is een vampier die al ouder dan 300 jaar is (geboren rond 1640). Hij lijkt echter niet veel ouder dan dertig, hoewel hij 24 was toen hij vampier werd en dient als vaderfiguur van de familie Cullen. Ook is hij dokter in het plaatselijke ziekenhuis.
- Esmé Cullen (gespeeld door Elizabeth Reaser) is een vampier en echtgenote van Carlisle. Ze dient als de moederfiguur van de familie.
- Alice Cullen (gespeeld door Ashley Greene) is een vampier die in de toekomst kan kijken. Ze is samen met Jasper en wordt de beste vriendin van Bella. (de dingen die ze ziet staan vast, de toekomst die Alice ziet is de waarheid en kan niet veranderen)(als Alice de toekomst ziet, is dit maar een klein stukje daarvan; Alice ziet dus visioenen van de toekomst).
- Jasper Hale (gespeeld door Jackson Rathbone) is de vriend van Alice. Jasper heeft een speciale gave om de emoties van de mensen rondom hem aan te voelen en te beïnvloeden. Hij leeft nog niet erg lang van dierenbloed i.p.v. mensenbloed, en heeft daarom moeite om bij mensen, die bloeden, in de buurt te zijn.
- Rosalie Hale (gespeeld door Nikki Reed) is beschreven als het mooiste familielid. Ze is samen met Emmett. Rosalie is de gene die het bestaan als vampier het minste accepteert. Ze accepteert Bella's keuze om vampier te worden dus niet.
- Emmett Cullen (gespeeld door Kellan Lutz) is de gespierde vriend van Rosalie. hij is de sterkste van de Cullens.
- Laurent (gespeeld door Edi Gathegi) hulpje van James en Victoria, vriend van Irina.
- James (gespeeld door Cam Gigandet) is lid van de nomadische vampiergroep en dreigt Bella te vermoorden (hij heeft een talent voor spoorzoeken, ál zijn menselijke zintuigen zijn daardoor veel sterker dan bij de andere vampiers).
- Victoria (gespeeld door Rachelle Lefevre) is de partner van James en de leider van Laurent en James.
- Renée Dwyer (gespeeld door Sarah Clarke) is Bella's moeder die in Florida woont met haar nieuwe echtgenoot Phill.
- Charlie Swan (gespeeld door Billy Burke) is Bella's vader en hoofd van de politie in Forks.
- Jacob Black (gespeeld door Taylor Lautner) is een oude jeugdvriend van Bella, die later in New Moon beter besproken wordt, ook hij voelt iets voor Bella.
- Jessica Stanley (gespeeld door Anna Kendrick) is de beste vriendin van Bella.

## Filmmuziek
De score voor Twilight die tijdens de film wordt gebruikt is in elkaar gezet door Carter Burwell en de verdere filmmuziek is gekozen door music supervisor Alexandra Patsavas. Meyer heeft daarbij meegeholpen. De lp bestaat uit muziek van onder andere Paramore, die speciaal een single heeft opgenomen en uitgebracht getiteld "Decode", Muse en Linkin Park; de bands waar Meyer naar luisterde tijdens het schrijven van de boeken. De muziek is uitgebracht onder het label Chop Shop Records in samenwerking met Atlantic Records. Het debuteerde in de lijst van 22 november op 1 in de Amerikaanse Billboard 200. Het verkocht 165 000 exemplaren - waarvan 29% digitaal - en bereikte een platina status.

### Nummers
1. "Supermassive Black Hole" (Muse) – 03:29
2. "Decode" (Paramore) – 04:22
3. "Full Moon" (The Black Ghosts) – 03:50
4. "Leave Out All the Rest" (Linkin Park) – 03:20
5. "Spotlight" (Twilight Mix) (Mute Math) – 03:20
6. "Go All the Way (Into the Twilight)" (Perry Farrell) – 03:27
7. "Tremble for My Beloved" (Collective Soul) – 03:53
8. "I Caught Myself" (Paramore) – 03:55
9. "Eyes on Fire" (Blue Foundation) – 05:01
10. "Never Think" (Robert Pattinson) – 04:29
11. "Flightless Bird, American Mouth" (Iron and Wine) – 04:00
12. "Bella's Lullaby" (Carter Burwell) – 02:19
13. "Let Me Sign" (Robert Pattinson) - 02:06
14. "My Love" (Sia)
15. "Heavy In Your Arms" (Florence + The Machine)